# Franc Anton von Steinberg
Franc Anton Steinberg (nemško Franz Anton von Steinberg (Stemberg), latinsko Franciscus Antonius de Steinberg), zemljemerec, kartograf, politehnik, rudar in slikar, * 28. oktober 1684, Kalec pri Zagorju, † 7. februar 1765, Ljubljana.

## Življenje in delo
Franc Anton Steinberg se je rodil na Kalcu pri Zagorju na Krasu graščaku Volku Ernestu. Ko je bil star tri leta, je družina prodala graščino in se preselila v Cerknico. Osnovno izobrazbo je najverjetneje prejel doma, gimnazijo je obiskoval pri jezuitih v Ljubljani, kasneje pa na Dunaju doštudiral zemljemerstvo in mehaniko ter nato potoval po Nemčiji in Italiji.
Leta 1712 je postal cesarsko kraljevi komisar za rudnike, gozdove in ceste na Kranjskem (oz. Notranjskem), takrat pa se je tudi stalno naselil na pristavi pri Cerknici, imenovani po kapeli in potočku Marije Magdalene. Izjemni pojav na jezeru, ko to polnih sedem let - od 1707 do 1714 - ni odteklo, ga je spodbudil k sistematičnemu zapisovanju vseh jezerskih pojavov, ter tudi kot slikarja. Leta 1716 je izdelal in sam vrezal v baker zemljevid Kranjske.
Kot navdušen matematik in mehanik se je ukvarjal tudi z različnimi mehaničnimi problemi in poskusi. Leta 1717 se mu je posrečilo izboljšati napravo za topografsko načrtovanje, ki jo je poimenoval Compositum. Istega leta ga je deželna vlada poslala kot nadzornika v idrijski rudnik, leta 1718 pa je bil imenovan za deželnega komisarja pri oskrbovanju in popravilu cest na Notranjskem. Kot nadzornik deželnih cest jih je začel urejevati in izboljševati in pod njegovim nadzorstvom so uredili ceste proti Trstu in Reki. L. 1723 je izdelal vzorno navodilo za gradbo in ohranjevanje cest, še mnogo let veljavno v Avstriji in inozemstvu. V tem času je začel pisati prvo verzijo svojega poročila o Cerkniškem jezeru. Naslednje leto je raziskoval jame okoli Postojne in Predjame, leta 1720 pa se je preselil v Ljubljano.
Ukvarjal se je s problemom plovnosti reke Ljubljanice in njene razbremenitve ob poplavah. Leta 1723 je bil imenovan za nadzornika vodnih poti pri trgovinski komisiji na Ogrskem, opravil je obsežno potovanje in preučeval plovnost večine slovenskih rek. Že naslednje leto je moral ponovno v Idrijo, kjer je prevzel upravljanje rudnika.
Uvedel je nekaj izboljšav na rudniških napravah, iznašel nov način izpiranja (modus lutendi), pri katerem živo srebro ni preveč izhlapevalo, izpopolnil lastne zamisli o merilnih instrumentih, med temi napravo za topografsko merjenje, ki jo je poimenoval Universal geometricum ter za uporabo le-te sestavil matematične merilne tabele - Tabulae praectorianae specialae. V Idriji je napravil tudi natančno maketo idrijskega rudnika z vsemi napravami, ki jo je poimenoval Idmographia Metalli fodinarum Hydricarum mechanica, kar ga je proslavilo v tujini. Maketo je posvetil Karlu VI. Pod njegovo upravo so v Idriji odprli več jaškov, med njimi tudi Terezijinega, v prostem času pa se je ukvarjal s statiko, hidrostatiko, zemljemerstvom, jamomerstvom in drugimi rudarskimi strokami. Upravnik rudnika je ostal do leta 1748, potem pa se je zaradi bolehnosti upokojil.
V pokoju je ponovno proučeval Cerkniško jezero, dokončal rokopis ter risbe s prizori jezera in okolice, ter delo pripravil za tisk. Finančno mu je pri izdaji pomagal deželni glavar, grof Janez Karl Filip pl. Kobencl. Kasneje je sodeloval še kot svetovalec pri gradnji ceste od Postojne do Logatca prek Kalc in Hrušice. Naslovnica njegovega dela Gründliche Nachricht von dem in dem Inner-Crain liegenden Czirknizer See nosi letnico 1758, ko se je začela tiskati, vendar je bila zaradi finančnih težav in menjave lastništva tiskarne do konca stiskana šele leta 1761.
Zaradi svoje vsestranskosti in zaslug je bil nagrajen z naslovom dvornega komornika in zlato medaljo. Pokopan je bil na šenklavškem pokopališču v Ljubljani, ki ga ni več, na tem mestu je danes Vodnikov trg.

## Družina
Sredi 18. stoletja in v njegovi drugi polovici je bila Steinbergova družina znana kar daleč naokoli. Leta 1703 se je poročil s Cerkničanko Marijo Ivano Cecilijo Logar, kar je bil tudi razlog njegovega bivanja ob Cerkniškem jezeru. Izmed njegovih petih sinov je Jožef postal stotnik, Karel zastavnik, Franc in Wolfgang sta bila petrinarja (svetna duhovnika), Anton pa se je posvetil rudarstvu in prebival tudi na Dunaju. Izmed štirih hčera se je Zalka (Salerle) poročila s Haassom, nekdanjim rudarskim mojstrom v Transilvaniji, pozneje v Idriji, njene tri sestre pa so se vse poročile v Gorico: Marija Ana je po poroki prevzela priimek Marinelli, Cecilija priimek Radeucich, Katarina pa se je omožila s sinom znanega zdravnika Busicha.

## SteinbergovoTemeljito poročilo o na Notranjskem ležečem Cerkniškem jezeru
Prvi osnutek svojega temeljitega poročila Gründliche Nachricht von dem in dem Inner-Crain liegenden Czirknizer See je Steinberg napisal kot komisar za oskrbovanje in popravila deželnih cest na Notranjskem v letih 1718 - 1720, kasneje, med stalnim bivanjem ob jezeru in v Ljubljani, pa ga je še dopolnil. 235 strani obsegajoče in s 34. bakrorezi ilustrirano poročilo, je skoraj 70 let po Valvasorju prvo obsežnejše delo, posvečeno izključno temu kraškemu fenomenu. Delo je doživelo izid v Ljubljani, natis v Gradcu in natis izvlečka v francoščini tudi v Bruslju - Le lac merveilleux ou description du Lac Czirknizen Carniole avec figures.
Valvasorjeva Slava vojvodine Kranjske mu je služila kot okviren uredniški zgled, v opisovanju jezera in okolice pa je Steinberg znatno izčrpnejši od svojega predhodnika. Uvodni hvalospev, posvetilo pokrovitelju, nato pa opis lege in okolice jezera, okoliških cerkva, jezerskih dotokov, odtočnih jam, natekanja in odtekanja, naraščanja jezera ter obsega in globine. Nadalje opisuje lov in ribolov na jezeru v vseh štirih letnih časih, nekdanje in tedanje graščinske pravice pri tem ter tudi lov na polhe. Popiše prazno in suho jezersko dno, bruhalnika Vranjo jamo in Suhadolico, močvirja, ki ne presahnejo, opiše Malo in Veliko Bobnarico, votline pri Malenskem dolu, planinski Mali grad in Predjamo, jamo Pijavice. Svoje poročilo sklene z nekaterimi navedki iz svojega življenja. Monografija je rezultat vztrajnega in že skoraj znanstveno sistematskega dolgoletnega dela, ki pa žal vsebuje tudi vrsto nedoslednosti, ki se jim avtor še ni mogel zavestno izogniti.
Knjižnica Jožeta Udoviča Cerknica je leta 2015, ob Steinbergovi 250-letnici smrti, izdala slovenski prevod Temeljitega poročila.

## Kartografija
Steinberg je najprej izdelal poseben zemljevid Notranjske, imenovan Karta kameralnih cest proti Trstu in Reki,  ki se v kartografski izvedbi in maniri ne razlikuje bistveno od Valvasorjevega zemljevida Kranjske. Gre za zemljevid cest in je to pravzaprav tematska karta, saj so na karti označene karakteristične točke na cestah, ki so v dodanem poročilu tudi opisane in te označbe dajejo značaj opisanega prečnega profila ceste.
Leta 1723 izdela Karto kranjskih in spodnještajerskih voda, na kateri je predstavil tudi možnosti brodarske povezave med Savo, Dravo in Muro. Pet let kasneje je izdelal še Zemljevid živosrebrnega rudnika v Idriji in njegovih objektov. Svojo pozornost pa je posvečal tudi rudnim nahajališčem na Koroškem, v Karavankah in v Zasavju ter možnostim njihovega prikaza na zemljevidih. Leta 1761 izide kot velika priloga v njegovem Temeljitem poročilu tudi zemljevid cerkniškega jezera.
Kot upravitelj rudnika je že leta 1728 ustanovil v Idriji tehniško in zemljemersko šolo in opravljal tako tehniška kot tudi pedagoška dela v ustanovi, kjer je vzgojil zelo pomembne jamomerce, zemljemerce, tehnične risarje in kartografe. To je bila prva in takrat edina strokovna šola te vrste na Slovenskem. Iz te šole izhaja med drugimi tudi Jožef Mrak, najuspešnejši jamomerski kartograf te dobe na Slovenskem.

## Lov
Kot strasten lovec se je Steinberg vpisal v zgodovino tudi kot prvi, ki je izčrpno opisal lov in ribolov v naših krajih. V svojem delu, polnem lovskih prigod, opisuje iskanje, opazovanje, zasledovanje, vabljenje in čakanje divjadi v vseh letnih časih, lov s puškami, palicami, pastmi, z lovskimi psi, z mrežami, z golimi rokami, sokolarjenje ... Opisuje lov na medveda, divje prašiče, jelene, zajce, srnjad, čaplje, drozge, golobe, jerebice, kljunače, prepelice, celo na veliko uharico in labode. Najbolj natančno pa popisuje vse vrste lova na race.

## Slikarstvo
Steinbergov dar za opazovanje živega sveta okoli sebe odseva v njegovih risbah in slikah. Žal pa so njegove v baker vrezane risbe jezerskih jam in votlin manj uspele, deloma tudi zaradi nespretnosti njegovega bakrorezca Jožefa Weimmanna. Slikal je večinoma z oljnimi barvami, ena izmed njegovih slik - Ribolov na Cerkniškem jezeru - je razstavljena v Narodnem muzeju. Nekaj njegovih slik je bilo nekdaj v polhograjskem gradu, naslikal pa je tudi sv. Egidija za oltar župnijske cerkev sv. Tilna v Višnji Gori.

## Poimenovanja
V Ljubljani ima hiša na Salendrovi ulici 6, v kateri je nekdaj prebival, še vedno ime Steinbergova hiša. Nikjer v Sloveniji pa ni po njem poimenovana nobena ulica, ne trg in ne ustanova.